# ХК Бјерклевен
ХК Бјерклевен (швед. IF Björklöven) професионални је шведски клуб хокеја на леду из града Умеоа. Тренутно се такмичи у HockeyAllsvenskan лиги, другом рангу професионалног клупског такмичења у Шведској. 
Утакмице на домаћем терену клуб игра на леду Т3 центра капацитета 5.400 седећих места, саграђене 1963. године (комплетно реновирана 2001. године). Боје клуба су црна, црвена и бела.

## Историјат
Хокејашки клуб Бјерклевен основан је 1970. године након уједињења хокејашких секција тадашњих фудбалских клубова Умео и Сандокернс, а новооснована екипа је добила име од надимка фудбалског клуба Умео − бјерклевен („брезов лист” − björklöven), односно од дрвета брезе које је симбол града Умеа. 
Екипа је током 1980-их била редован учесник елитне лиге, а у сезони 1986/87. освојили су и титулу националног првака (уз још два изгубљена финала). Свега две године након освајања прве, и до сада једине, титуле националног првака екипа је испала у нижи ранг такмичења. Од тада па до данас екипа Бјерклевена је углавном играла у другој лиги и свега три пута су успевали да се квалификују за виши ранг, али без неких значајнијих успеха.  
У априлу 2010. екипа је банкротирала и самим тим је избачена у трећу лигу у којој су провели наредних шест сезона. 

## Култни играчи
Четири броја су повучена из употребе на дресовима овог клуба:
- #9  Александар Бељавски (Н)
- #17  Патрик Сундстрем (Н)
- #23  Ројер Хеглунд (О)
- #27  Торе Еквист (Н)